# Comando Militar del Sudeste
El Comando Militar del Sudeste (en portugués Comando Militar do Sudeste, CMSE) es un comando regional del Ejército Brasileño con sede en São Paulo.

## Historia
El 24 de julio de 1946 se creó el Comando de la Zona Centro con sede en São Paulo. El mismo tenía subordinadas las 2.ª, 4.ª y 9.ª Regiones Militares y su jurisdicción comprendía los estados de São Paulo, Minas Gerais y Mato Grosso.
El 28 de agosto de 1956 el presidente creó cuatro ejércitos numerados constitutivos de las Fuerzas Terrestres. La Zona Centro quedó disuelta; y con sede en Sâo Paulo se creó el II Ejército.
El 28 de agosto de 1956 por el decreto n.º 39 863 se crearon cuatro ejércitos disolviendo las zonas. El Centro conformó el II Ejército manteniendo la sede en São Paulo.

## Organización
La estructura orgánica del Comando Militar del Sur es la que sigue a continuación:
- Comando Militar del Sudeste.
  - 2.ª Región Militar.
  - 2.ª División de Ejército.
  - 1.ª Brigada de Artillería Antiaérea.
  - Comando de Aviación de Ejército.